# Gennarie à deux feuilles
Gennaria diphylla
Espèce
Statut CITES
La Gennarie à deux feuilles (Gennaria diphylla) est une espèce de plantes à fleurs de la famille des Orchidaceae (les orchidées) répartie dans la région méditerranéo-atlantique.
On la trouve surtout en Algérie, Maroc, Espagne, Portugal, Madère et îles Canaries. Elle est très rare en Tunisie, en Corse, en Sardaigne et dans l'île d'Elbe .

## Synonymes
Satyrium diphyllum Link, Orphys diphylla (Link) Samp., Coeloglossum diphyllum (Link) Fiori & Paoletti.